# 加茂 (イラストレーター)
加茂（かも）、または加茂洋志は、日本のイラストレーター。やわらかい色彩で透明感のある少女のイラストが定評。

## 作品リスト

### イラスト提供
- 『サバイバルキッズ-LOST in BLUE-』 （2005年8月、コナミ）[1]
  - 『サバイバルキッズ-LOST in BLUE2-』 （2007年3月、コナミ）[1]
- 『ときむすび』 （2006年9月、著：築地俊彦、エンターブレイン）[2]
- 『小説版キミキス』 （2006年7月、著：日暮茶坊、ファミ通文庫）
- 『SEGNITY』 （2007年9月、イー・レヴォリューション、タカラトミー）[3]
- 『月刊ヤングキング』 12月号ピンナップカレンダー （2008年10月、少年画報社）
- 『クリエイターのためのおんなのこデータベース ファッション編』 （2009年3月、ジャイブ）
  - 『クリエイターのためのおんなのこデータベース 学園編』 （2011年2月、ジャイブ）[4]
  - 『クリエイターのためのおんなのこデータベース コスチューム編』 （2011年8月、ジャイブ）
- 『チャンピオンRED いちご』 VOL.13 （2009年4月、秋田書店)[5]
- 『図説女子高制服百科』 （2010年3月、幻冬舎コミックス）[6]
  - 『図説女子高制服百科 共学編』 （2011年10月、幻冬舎コミックス）[7]
- 『らぶチュ』 VOL.4, 7 （2010年6月, 2011年3月、芳文社）[8][9]
- 『アマガミ -Various Artists-4』 （2010年8月、エンターブレイン〈マジキューコミックス〉）[10]
- 『画集もっとおとなの萌王』 （2011年2月、アスキーメディアワークス）[11]
- 『amaro』 （2011年 - 2012年、エンターブレイン）[12][13][14][15]
- 『大学生図鑑』 （2011年3月、晋遊舎）[16]
- 『まんがと図解でわかる7つの習慣』 表紙 （2011年9月、宝島社）[17]
- 『ゆきひめ』 ピンナップ （2011年12月、ワニマガジン社）[18]
- 『東方巫行跡 Nightmare of Sleeping Girl.』 パッケージ （2012年）[19]
- 『中の人 ネット界のトップスター26人の素顔』 表紙 （2012年7月、アスキーメディアワークス）
- 『138゜E』 （2012年12月、ワニマガジン社）[20]
  - 『138゜E Vol.2』 （2013年8月、ワニマガジン社）[21]
- 『全力鶏プロジェクト』 PRポスター （2012年12月）
- 『翠星のガルガンティア』 11話エンドカード （2013年）
- 『COMIC高』 表紙 （2013年 - 2018年、茜新社）

### 漫画
- 『15window』 （ワニマガジン社『季刊GELATIN』2010はる）
- 『ごろ寝』 （コアマガジン『コミックメガストアH』2010年10月号）[22]

### キャラクターデザイン
- 『恋愛リプレイ』 （2012年12月 - 2017年4月、ブシモ）[23]